# Saint-Romain-la-Motte
Saint-Romain-la-Motte ist eine französische Gemeinde mit 1.423 Einwohnern (Stand: 1. Januar 2022) im Département Loire in der Region Auvergne-Rhône-Alpes. Saint-Romain-la-Motte gehört zum Arrondissement Roanne und zum Kanton Renaison. Die Einwohner werden Saint-Romanais genannt.

## Geographie
Saint-Romain-la-Motte liegt etwa neun Kilometer nordwestlich von Roanne im Forez. Im Süden verläuft der Fluss Oudan im Norden der Cacherat, der hier noch Fillerin genannt wird. Umgeben wird Saint-Romain-la-Motte von den Nachbargemeinden Saint-Germain-Lespinasse im Norden und Nordwesten, Noailly im Norden, Mably im Osten, Riorges im Südosten, Pouilly-les-Nonains im Süden, Renaison im Südwesten sowie Saint-Haon-le-Vieux im Westen.
Durch die Gemeinde führt die Route nationale 7. Ein kleiner Teil des Flughafens von Roanne liegt im Gemeindegebiet.

## Bevölkerungsentwicklung
| Jahr                       | 1962 | 1968 | 1975 | 1982 | 1990 | 1999 | 2006 | 2017 |
| Einwohner                  | 892  | 842  | 887  | 1081 | 1352 | 1395 | 1499 | 1434 |
| Quellen: Cassini und INSEE |      |      |      |      |      |      |      |      |

## Sehenswürdigkeiten

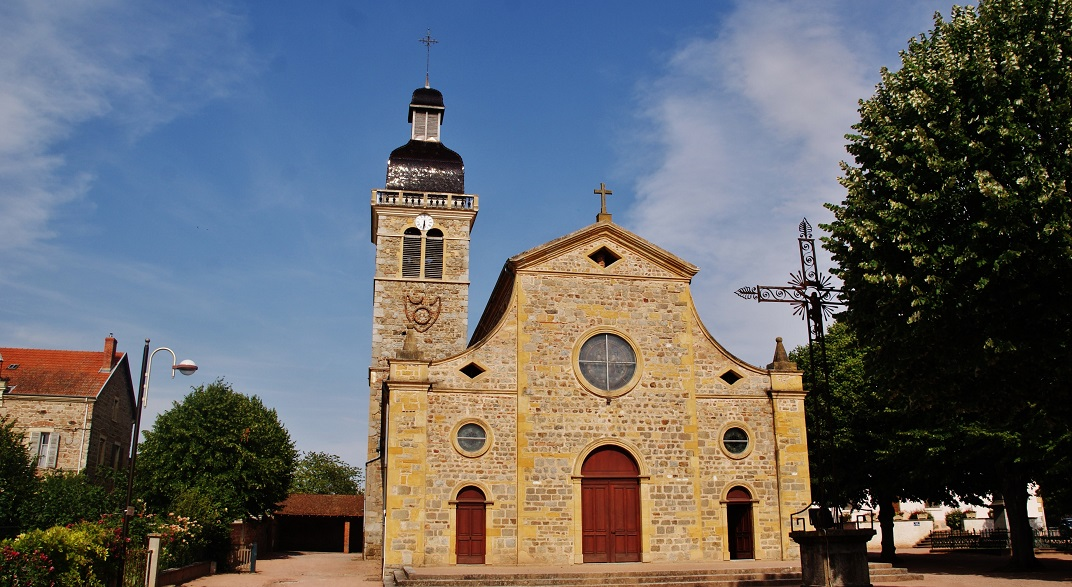
Kirche Saint-Romain

- Kirche Saint-Romain
- frühere Burganlage
- Schloss Chamarandes
- Schloss La Motte
- Schloss La Brosse
- Schloss Vaux

## Persönlichkeiten
- François Billoux (1903–1978), Politiker (PCF)